# Marjorie Boulton
Marjorie Boulton (7 mei 1924 – 30 augustus 2017) was een Brits schrijfster en dichteres, die zowel in het Engels als het Esperanto publiceerde. Ze is onder andere de auteur van Zamenhof: Creator of Esperanto (1960), een biografie van L.L. Zamenhof, de bedenker van deze hulptaal.
Ze was kandidaat voor de Nobelprijs voor Literatuur in 2008.
Marjorie Boulton studeerde Engels aan Somerville College (Universiteit van Oxford), waar ze werd onderwezen door C.S. Lewis en J.R.R. Tolkien. Ze doceerde 24 jaar lang Engelse literatuur alvorens zich fulltime aan het onderzoek en het schrijven te wijden.
Ze was voorzitter van twee Esperanto-organisaties, Esperantista Kat-amikaro (Esperanto kattenliefhebbers) en ODES (Oxford and District Esperanto Society).

### Geschriften in het Esperanto
- Kontralte (1955)
- Kvarpieda kamarado (1956)
- Cent ĝojkantoj (1957)
- Eroj kaj aliaj poemoj (1959)
- Virino ĉe la landlimo (1959)
- Zamenhof, aŭtoro de Esperanto (1962)
- Dek du piedetoj (1964)
- Okuloj (1967)
- Nia sango: teatraĵo por ok personoj (1970)
- Ni aktoras : tri komedietoj (1971)
- Rimleteroj (1976)
- Poeto fajrokora: la verkaro de Julio Baghy (1983)
- Faktoj kaj fantazioj (1984)
- Ne nur leteroj de plum-amikoj: Esperanta literaturo – fenomeno unika (1984)
- Du el (1985)
- Unu animo homa (alle gedichten, 2022)